# Qays Aylan
Els Qays Aylan foren un grup àrab, una de les dues subdivisions dels Múdar. Junt amb els Rabia, els Múdar eren considerats descendents d'Adnan o àrabs del nord. Tot i que podria ser que Aylan fos el pare de Qays, és probable que el nom signifiqui «Qays (propietari) d'Aylan», i Aylan seria el nom d'un cavall, un gos o un esclau.
En la reagrupació de grups que es va fer sota els musulmans, en temps de Muàwiya I havien quedat establerts dos grups principals, els kalbites o iemenites (àrabs del sud) i els qaysites o també Qays Aylan, o àrabs del nord. Muàwiya tenia el suport dels Banu Kalb o kalbites i el seu fill Yazid I tenia una mare d'aquest grup, de manera que els qaysites van donar suport a Ibn az-Zubayr. L'oposició qaysites-iemenites va dominar la política omeia; mentre els kaysites eren partidaris d'una política expansiva els iemenites ho eren de fronteres estables.
La rivalitat va desaparèixer amb l'arribada al poder dels abbàssides però va ressorgir en alguns moments i llocs concrets i així al Líban les faccions que lluitaven pel poder en temps dels otomans s'anomenaven Qays i Yaman però en aquest temps moltes de les famílies dirigents d'un o altre bàndol no eren àrabs (eren kurds, turcmans o circassians) i els que ho eren podien passar a un o altre bàndol sense tenir en compte el seu origen o dividir-se en dos grups familiars, un per cada part. La facció iemenita estava dirigida pels Alam al-Din i la qaysita pels Buhtur; el 1585 hi va haver una conspiració iemenita contra l'emir mànida Korkamz i van tenir el poder, però el seu fill Fakhr-ad-Din II va restablir la supremacia qaysita. A la caiguda de Fakhra-ad-Din el 1633 els iemenites van tenir altre cop el poder breument però després de la guerra civil, del 1635, al final del segle els qaysites tornaren a dominar. Amb els xihàbides, successors dels mànides, els iemenites van exercir el poder (1709) però foren derrotats totalment a la batalla d'Ayn Dara el 1711 i la família Alam al-Din fou totalment exterminada. Després d'això les faccions ja no s'anomenen més qaysites i iemenites sinó pel nom de la família dominant.
Aquesta divisió a Palestina es va mantenir viva; els qaysites dominaven al sud de Nablús i els iemenites al nord; hi havia rivalitat i encara al segle xvi es produïen combats aïllats. Als segles xviii i xix es van fer guerres locals en nom d'aquestes faccions a Nablús i Jerusalem, al Djabal Nablús entre les famílies Tukan o Nimr (1704-1823 o 1840-1850). A Judea els qaysites estaven dirigits per les famílies Samhan, Lahham, Amr i Bayhuti i els iemenites pel clan Abu Ghosh; els cristians de Betlem eren iemenites i els cristians i musulmans d'Hebron eren qaysites. Generalment els otomans donaven suport a la facció més dèbil contra l'altra. Aquestes lluites es van extingir a la segona meitat del segle xix.
El color de la facció qaysita era el vermell (els iemenites tenien el blanc) i s'utilitzava en les banderes, els vestits, i els vels de les dones. Una dona casada qaysita no podia entrar en territori iemenita vestida de vermell.